# غويندولين أوسبورن
غويندولين أوسبورن (بالإنجليزية: Gwendolyn Osborne)‏ هي عارضة بريطانية، ولدت في 1978 في باث في المملكة المتحدة.

## وصلات خارجية
- غويندولين أوسبورن على موقع IMDb (الإنجليزية)
- غويندولين أوسبورن على موقع قاعدة بيانات الفيلم (الإنجليزية)